# Tetratheca deltoidea
Tetratheca deltoidea är en tvåhjärtbladig växtart som beskrevs av J. Thompson. Tetratheca deltoidea ingår i släktet Tetratheca och familjen Elaeocarpaceae. Inga underarter finns listade i Catalogue of Life.